# Raimo Vilén
Raimo Kalevi Vilén (* 10. August 1945 in Artjärvi) ist ein ehemaliger finnischer Leichtathlet, der sich auf den Sprint spezialisiert hat.

## Sportliche Laufbahn
Erste internationale Erfahrungen sammelte Raimo Vilén vermutlich im Jahr 1971, als er bei den Europameisterschaften in Helsinki im Halbfinale im 100-Meter-Lauf nicht mehr an den Start ging. Im Jahr darauf belegte er bei den Halleneuropameisterschaften in Grenoble in 5,93 s den fünften Platz über 50 Meter und im August schied er bei den Olympischen Sommerspielen in München mit 11,00 s in der ersten Runde über 100 Meter aus. Zudem schied er dort mit der finnischen 4-mal-100-Meter-Staffel mit 39,30 s im Halbfinale aus. 1973 gewann er bei den Halleneuropameisterschaften in Rotterdam in 6,71 s die Bronzemedaille im 60-Meter-Lauf hinter dem Polen Zenon Nowosz und Manfred Kokot aus der DDR. Im September stellte er in Edinburgh mit 10,49 s einen neuen Landesrekord über 100 Meter auf und im Jahr darauf schied er bei den Halleneuropameisterschaften in Göteborg mit 6,82 s im Semifinale über 60 Meter aus. Im September schied er dann bei den Freiluft-Europameisterschaften in Rom mit 10,52 s im Halbfinale über 100 Meter aus und verpasste mit der Staffel mit 40,20 s den Finaleinzug. 1975 schied er bei den Halleneuropameisterschaften in Katowice mit 6,90 s im Halbfinale über 60 Meter aus und trag daraufhin nicht mehr international in Erscheinung.
In den Jahren von 1970 bis 1972 wurde Vilén finnischer Meister im 100-Meter-Lauf sowie 1967 und 1969 sowie 1971 und 1973 in der 4-mal-100-Meter-Staffel. Zudem wurde er 1971 und 1972 sowie 1974 und 1975 Hallenmeister im 60-Meter-Lauf.